# Kilamba
Quilamba è una quartiere dell'Angola, nella municipalità di Belas e nella provincia di Luanda, inaugurata l'11 luglio del 2011 e progettata da una società cinese che sta investendo miliardi di dollari in Africa allo scopo di contenere la sede amministrativa della circoscrizione di Belas, recentemente creata.
Il quartiere di Quilamba è localizzata a circa 20 chilometri a sud del centro della capitale Luanda, ed è famosa per ospitare lo Stadio Nazionale 11 novembre, utilizzato nella Coppa d'Africa del 2010. Il progetto fu concepito per essere sviluppato in tre fasi, con un totale di 82.000 abitazioni e una superficie totale di 54 chilometri quadrati. Una prima ideazione del piano fu resa pubblica il 31 agosto del 2008, per ricevere poi l'inaugurazione ufficiale l'11 luglio del 2011 dal Presidente della Repubblica José Eduardo dos Santos.

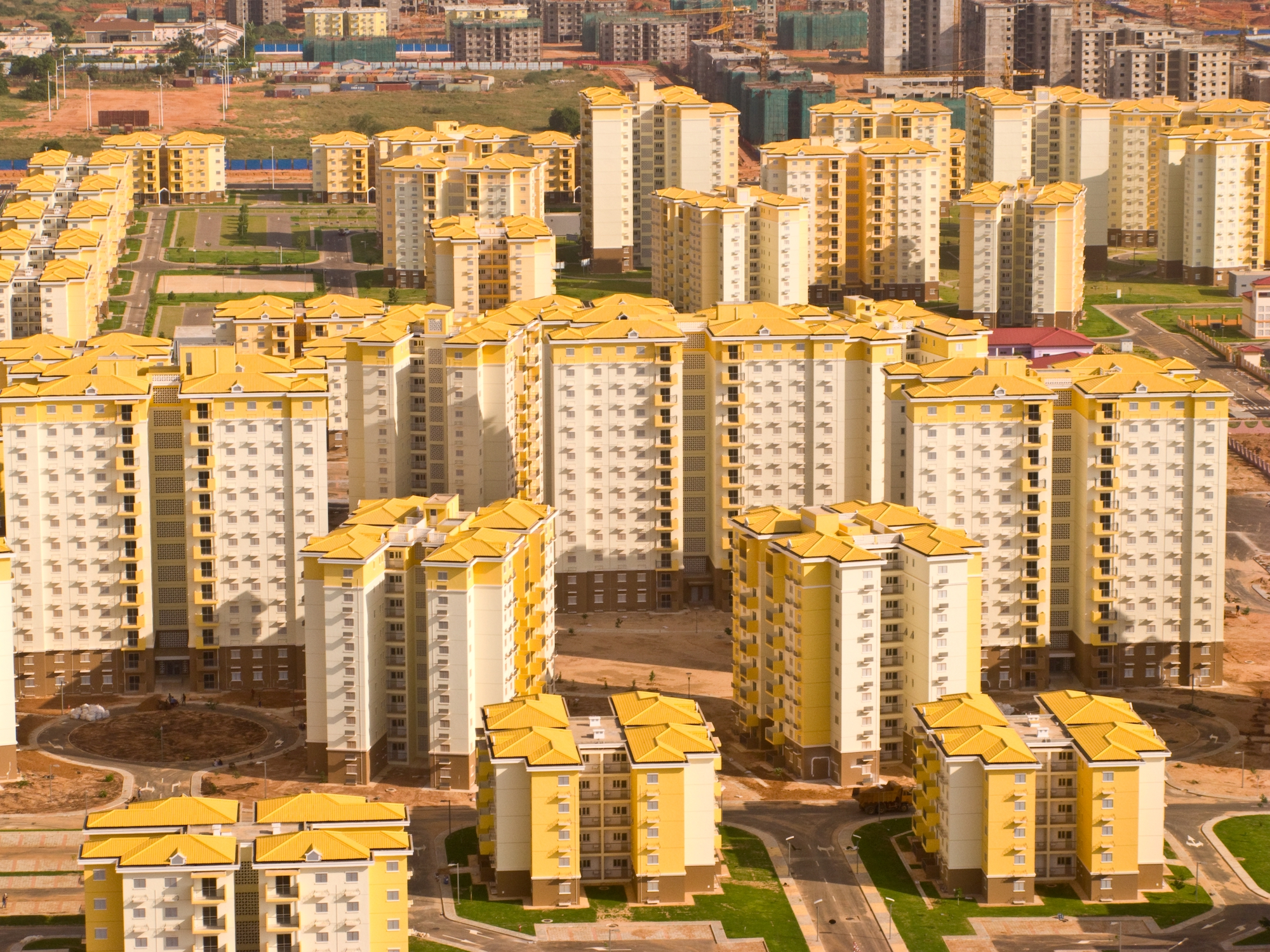
Mappa del quartiere di Quilamba, ancora in fase di costruzione completa, nel maggio del 2011.

Inizialmente, si prevedeva di dare alloggio a diciannovemila persone disposte in 115 palazzi o grattacieli, per un totale di 3.180 appartamenti, con tanto di scuole, istituzioni finanziarie ed aree pubbliche integrate. Secondo Manuel Vicente, Presidente del Consiglio di Amministrazione a Sonangol, la formalizzazione del primo stadio dell'opera comportava dieci chilometri di strada, 48 supermercati, parchi di divertimento, passaggio di linee ferroviarie e di autobus, nonché altre strutture nel centro del quartiere. Lo scopo iniziale del progetto comprendeva 710 edifici, 24 centri educativi per l'infanzia, nove scuole primarie, otto secondarie e cinquanta chilometri di strada in tutto.

## Struttura
Il quartiere di Quilamba è suddiviso in quattro settori, ognuno contenente una scuola materna, particolarmente all'avanguardia per gli impianti di aria condizionata nella totalità delle aule. Una pista di atletica leggera ed un campo regolamentare da calcio affermano una certa impronta sportiva del quartiere. Due centrali elettriche forniscono energia al quartiere angolana, e l'acqua potabile è stata bonificata ulteriormente, mentre l'acqua non potabile è stata del tutto depurata o deputata a fini non domestici. Il quartiere non possiede alcuna barriera architettonica, in modo che le persone portatrici di handicap possano circolare con sicurezza autonomamente. Il quartiere è fornita, inoltre, di un ospedale pubblico, alcune cliniche private e dodici altri centri sanitari di competenza nazionale.
È prevista l'installazione di vari cassonetti per i rifiuti, in modo da consentire la raccolta differenziata di quelli non ancora catalogati. All'esterno della zona residenziale, si trovano spazi riservati all'investimento privato, accessibili a quanti volessero creare un luogo, di dominio pubblico o meno; tra i progetti già in corso figurerebbe la prima biblioteca cittadina, oltre ad alcuni centri commerciali a somma di quelli precedenti.

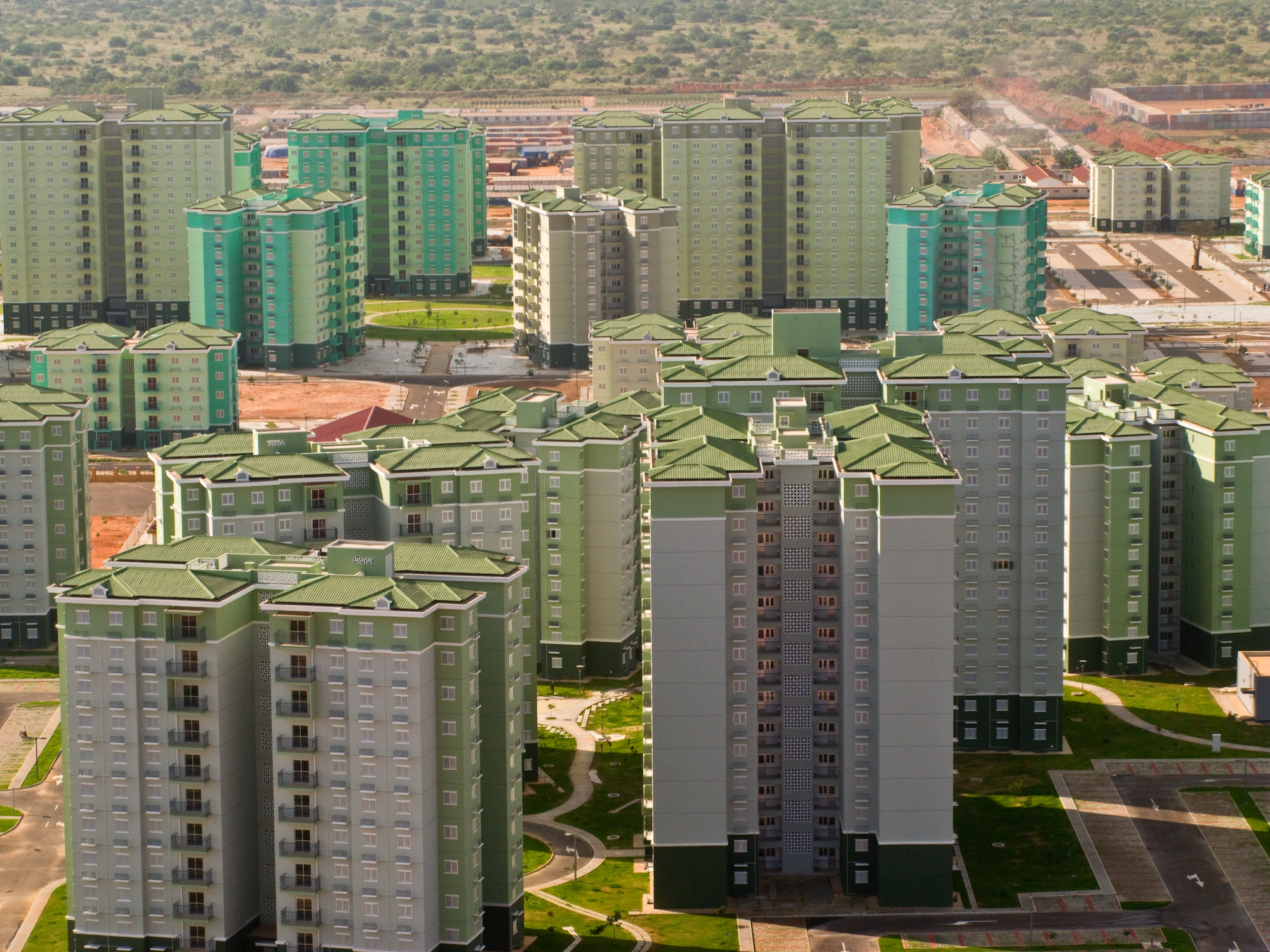
Veduta di Quilamba, in un quartiere adiacente alle principali zone verdi, durante il completamento della sua costruzione, nel maggio del 2011.

Nel quartiere di Quilamba, inoltre, verranno realizzati edifici che rivestiranno un ruolo fondamentale nella vita sociopolitica della zona, come il Tribunale comunale e l'Assessorato della Provincia di Luanda, in cooperazione con quello principale, proprio nella capitale angolana.